# Episodi di Im Namen des Gesetzes (tredicesima stagione)
La tredicesima stagione della serie televisiva Im Namen des Gesetzes è stata trasmessa in anteprima in Germania dalla RTL Television tra il 22 marzo 2005 e il 13 giugno 2005.
| nº | Titolo originale        | Titolo italiano | Prima TV Germania | Prima TV Italia |
| -- | ----------------------- | --------------- | ----------------- | --------------- |
| 1  | Aus dem Leben gerissen  | inedito         | 22 marzo 2005     | inedito         |
| 2  | Ein fast perfekter Mord | inedito         | 29 marzo 2005     | inedito         |
| 3  | Totgeschwiegen          | inedito         | 29 marzo 2005     | inedito         |
| 4  | Zerbrochenes Eis        | inedito         | 5 aprile 2005     | inedito         |
| 5  | Bittere Schokolade      | inedito         | 5 aprile 2005     | inedito         |
| 6  | Videobeweis             | inedito         | 26 aprile 2005    | inedito         |
| 7  | Hilflos                 | inedito         | 3 maggio 2005     | inedito         |
| 8  | Das Spiel ist aus       | inedito         | 10 maggio 2005    | inedito         |
| 9  | Ein kurzes Leben        | inedito         | 17 maggio 2005    | inedito         |
| 10 | Missbrauch              | inedito         | 24 maggio 2005    | inedito         |
| 11 | Falsches Spiel          | inedito         | 31 maggio 2005    | inedito         |
| 12 | Die letzte Stunde       | inedito         | 6 giugno 2005     | inedito         |
| 13 | Tod im Kindergarten     | inedito         | 7 giugno 2005     | inedito         |
| 14 | Fluchtversuch           | inedito         | 13 giugno 2005    | inedito         |